# Paul Flußmann
Paul Flußmann (* 14. Juni 1900 in Wien; † 8. Februar 1977 in den USA) war ein österreichischer Tischtennisspieler. Er zählte vor dem Zweiten Weltkrieg zu den stärksten Spielern seines Landes.

## Werdegang
Flußmann gehörte dem Verein SC Hakoah Wien an. 1927 und 1928 gewann er die Nationale Meisterschaft von Österreich. Von 1926 bis 1937 nahm er achtmal an Weltmeisterschaften teil. 1926, 1928 und 1929 holte er mit dem österreichischen Team Silber. 
Mit Munio Pillinger kam er 1926 im Doppel ins Halbfinale. Im Mixed spielte er mit seiner Ehefrau Anastasia Flußmann. 
Flußmann war Mitglied des makkabäischen Sportverbandes. Er absolvierte ein Studium, war später Privatbeamter und heiratete am 20. Dezember 1925 Stanjslawa Reiss (1892–1973), die meist unter dem Namen Anastasia Flußmann auftrat, um ihre polnische Herkunft zu verschleiern. Anfang der 1930er Jahre betrieb er einen "Tischtennissalon". Diese Tätigkeit wertete der Österreichische Tischtennisverband als Berufsspieler, weshalb er Flußmann aus der nationalen Rangliste ausschloss.
Wegen befürchteter Repressionen aufgrund ihres jüdischen Glaubens emigrierte das Ehepaar Flußmann im Herbst 1938 in die USA, wo Paul 1945 eingebürgert wurde. Er starb am 8. Februar 1977 und wurde auf dem Oakland Cemetery beigesetzt.

## Turnierergebnisse
Quelle: ITTF-Ergebnistabelle
| Verband | Veranstaltung     | Jahr | Ort       | Land | Einzel        | Doppel        | Mixed         | Team |
| ------- | ----------------- | ---- | --------- | ---- | ------------- | ------------- | ------------- | ---- |
| AUT     | Weltmeisterschaft | 1937 | Baden     | AUT  | letzte 32     | keine Teiln.  | keine Teiln.  |      |
| AUT     | Weltmeisterschaft | 1933 | Baden     | AUT  | letzte 16     | Halbfinale    | Viertelfinale | 3    |
| AUT     | Weltmeisterschaft | 1932 | Prag      | TCH  | letzte 16     | letzte 16     | letzte 16     | 3    |
| AUT     | Weltmeisterschaft | 1931 | Budapest  | HUN  | letzte 32     | letzte 16     | keine Teiln.  | 6    |
| AUT     | Weltmeisterschaft | 1930 | Berlin    | FRG  | Viertelfinale | Viertelfinale | letzte 32     | 4    |
| AUT     | Weltmeisterschaft | 1929 | Budapest  | HUN  | letzte 16     | Viertelfinale | Viertelfinale | 2    |
| AUT     | Weltmeisterschaft | 1928 | Stockholm | SWE  | Halbfinale    | Viertelfinale | keine Teiln.  | 2    |
| AUT     | Weltmeisterschaft | 1926 | London    | ENG  | letzte 32     | Halbfinale    | letzte 16     | 2    |